# Passerelle Marc Seguin

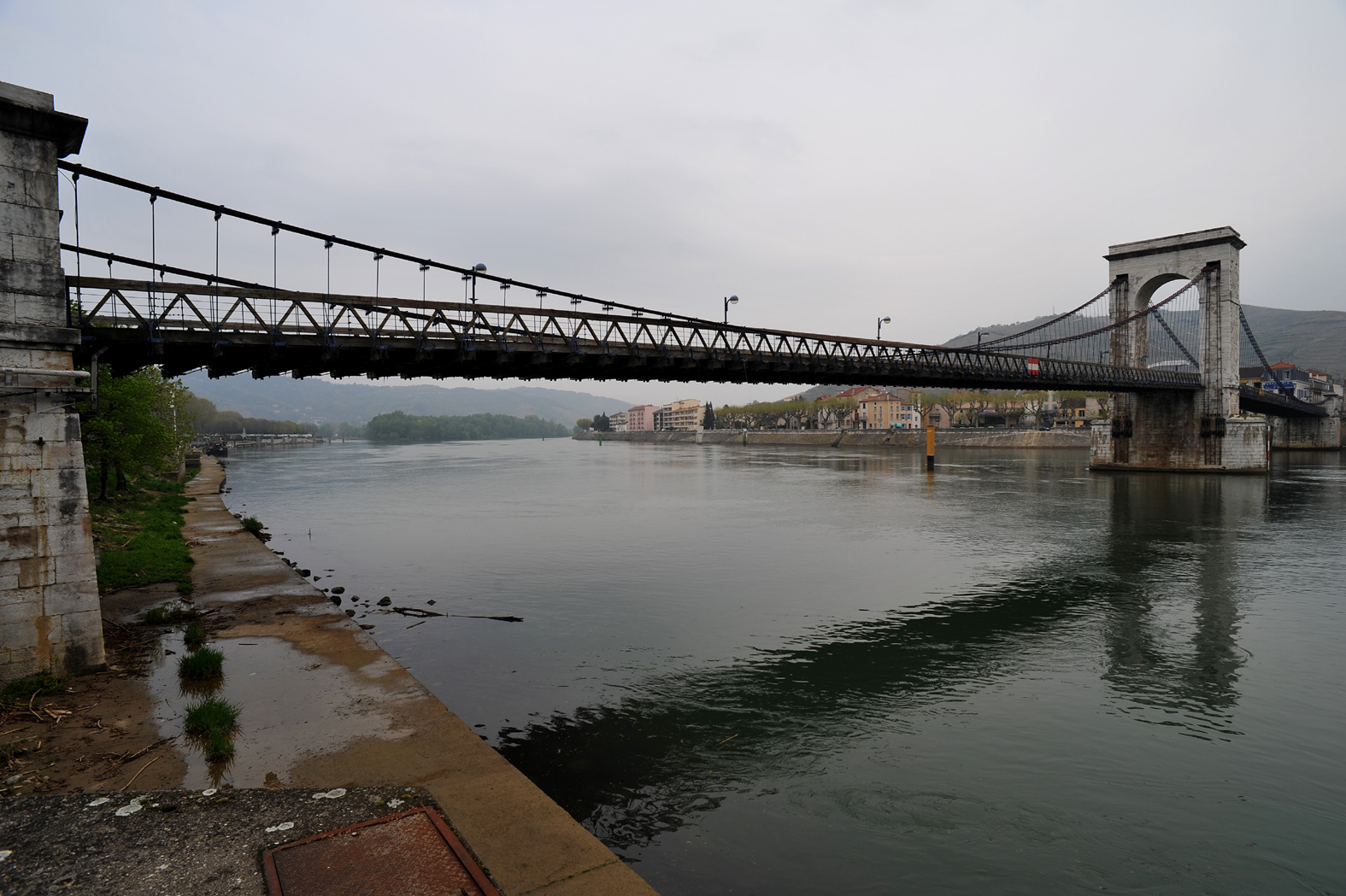
Passerelle Marc Seguin

Die Passerelle Marc Seguin zwischen den französischen Orten Tournon-sur-Rhône (Département Ardèche) und Tain-l’Hermitage (Département Drôme) ist eine in den Jahren 1847 bis 1849 von Marc Seguin gebaute Hängebrücke über die Rhone, die als Straßenbrücke benutzt wurde. Sie ist eine vergrößerte und höher gelegte Kopie der ersten Hängebrücke in Tournon. Seit dem Bau der modernen Brücke Pont Gustave Toursier wird sie als Fußgängerbrücke benutzt.

## Pont de Tournon
Die erste Drahtseil-Hängebrücke Europas, die Passerelle de Saint-Antoine, war 1823 nach einem Entwurf von Marc Seguin in Genf von Guillaume-Henri Dufour erbaut worden.  Die französische Straßen- und Brückenverwaltung zeigte großes Interesse an einer Brücke über die Rhône in Tournon, wollte aber zunächst einen Modellversuch. Nachdem die von Marc Seguin auf seinem privaten Grund in Annonay gebaute 18 m lange und 0,50 m breite Hängebrücke alle Belastungstests erfolgreich bestanden hatte, wurden er und seine Brüder mit dem Bau der wesentlich größeren Pont de Tournon beauftragt, die 1825 nach nur 18-monatiger Bauzeit eröffnet wurde. Es war Europas erste für den Straßenverkehr konzipierte Drahtseil-Hängebrücke. Sie war insgesamt über 180 m lang mit einem Pylon in der Mitte des Flusses, der die Tragseile trug, die in je zwei Pfeilern an den beiden Flussufern verankert waren. Die Brücke hatte somit zwei Abschnitte mit Spannweiten von je rund 90 m.
Die Brücke stand damit am Beginn des Baus zahlreicher Hängebrücken in Europa – allein Marc Seguin und seine Brüder bauten in Frankreich 186 Brücken.
Für die zwei Jahrzehnte später aufkommende Dampfschifffahrt war die Brücke jedoch zu niedrig. 1847 zwang deshalb eine königliche Anordnung die Brüder Seguin, eine zweite, höhere Brücke zu bauen und die erste entweder abzureißen oder durch Abbau der unteren Platte in eine Fußgängerbrücke zu verwandeln. Die Seguins entschieden sich für den Erhalt und somit wurde die Brückendurchfahrt erhöht.
1965 wurde sie trotz verschiedener Proteste aus Altersgründen abgerissen.

## Passerelle Marc Seguin
Die zweite Brücke wurde von 1847 bis 1849 ebenfalls von den Gebrüdern Seguin gebaut. Sie ist im Wesentlichen eine geringfügig erweiterte und höher gelegte Kopie der ersten Brücke. Sie diente bis 1958 als Straßenbrücke und wurde dann zur Fußgängerbrücke umgewandelt.

## Pont Gustave Toursier
Der zunehmenden Kraftfahrzeugverkehr erforderte eine deutlich breitere und belastbarere Brücke. 1958 wurde deshalb weiter stromab die rund 240 m lange Brücke Gustave Toursier in der Form einer klassischen Hängebrücke gebaut. Ihre zwei H-Pylone im Flussbett haben eine Spannweite von ca. 140 m  und tragen ein Brückendeck mit zwei Fahrspuren und zwei Gehwegen. Die Brücke ist die einzige Straßenbrücke zwischen Saint-Vallier (16 km stromaufwärts) und Valence (19 km stromabwärts).